# War Man
War Man (Vol.1) è una miniserie a fumetti di 2 numeri pubblicata dalla casa editrice Marvel Comics nel 1993. La pubblicazione viene distribuita sotto l'etichetta Epic Comics ed è realizzata dagli autori Chuck Dixon (testi) e Juan Zanotto (disegni). Supervisori del progetto sono Danny Fingeroth e Rob Tokar. La vicenda ruota intorno al trafficante d'armi Griffin e alla sua collega Babe.

## Storia editoriale
La miniserie è distribuita dall'etichetta Epic Comics. Si tratta di un imprint editoriale di proprietà della Marvel Comics ma totalmente indipendente e indirizzato ad un pubblico differente da quello che normalmente legge le serie dei supereroi Marvel più famosi quali l'Uomo Ragno, gli X-Men e molti altri. Questa pubblicazione, come gli altri fumetti Epic non presenta in copertina il marchio Approved by the Comics Code Authoruty (approvata dall'autorità del codice sui fumetti). Questo ha permesso di trattare temi e situazioni più drammatiche e violente e soprattutto di avere maggior libertà creativa. Inoltre bisogna sottolineare che i personaggi e le serie create sotto l'etichetta Epic Comics sono spesso di proprietà degli stessi autori e non della casa madre Marvel. Nel caso della miniserie War Man, i diritti suoi personaggi e le situazioni descritte sono di esclusiva proprietà degli autori.

## Trama
Griffin è un trafficante d'armi senza morale che non si concede scrupoli neppure a vendere strumenti di morte ad un potente signore della droga chiamato Tio Jo. La sua unica collega è una donna misteriosa dal nome in codice Babe. Dopo avere chiusa una trattativa con Tio Jo, Griffin si trova diretto in Brasile su un aereo di linea sul quale si trova anche un ministro che vuole presentare un progetto contro i sempre più potenti e influenti Cartelli della Droga sud-americani. L'aereo viene sabotato proprio da coloro ai quali Griffin vendeva le armi. Il loro obiettivo è di uccidere il ministro e l'aereo precipita nel pieno della foresta amazzonica. Griffin si salva insieme a pochi altri e ora deve cercare la salvezza nella giungla, mentre si trova a combattere contro delle truppe paramilitari che lui stesso ha armato e che cercano di uccidere tutti i sopravvissuti per eliminare ogni traccia dell'attentato. Dopo diversi scontri con i mercenari, dei coccodrilli, degli abitanti indigeni e l'insubordinazione di due degli stessi passeggeri, il trafficante riesce a salvarsi in maniera rocambolesca grazie anche all'intervento di Babe. L'epilogo vede Griffin cercare vendetta e uccidere Tio Jo (il mandante dell'attentato all'aereo) a Callao in Perù durante una finta trattativa. Nell'epilogo della storia non si capisce se Griffin si sia ravveduto dal suo comportamento nel commercio di armi dopo aver sperimentato in prima persona gli orrori che possono provocare. Anche un uomo d'affari non può sfuggire alle conseguenze di azioni basate sulla ricerca di un profitto senza scrupoli. Emblematica il testo di chiusura della serie in quarta di copertina del secondo numero: